# Петровський Дмитро Васильович
Петровський Дмитро Васильович (1892–1955) — український радянський письменник та поет.

## Життєпис
Народився в с. Дроздовиця Городнянського повіту Чернігівської губернії. Вчився в Чернігівській духовній семінарії, з якої був виключений за неповагу до начальства. Екстерном склав екзамени за гімназію, поступив до школи живопису.
У 1916–1917 служив у армії. Після повернення в кінці 1917 в рідне село активно включився у революційну боротьбу та встановлення радянської влади.
Воюював у складі полку Щорса. Був нагороджений Почесною зброєю.
Після закінчення громодянської війни займався письменництвом.
Помер у 1955 у м. Москва. Похован на Ваганьковському кладовищі.

## Цікавий факт
Д. Петровський, за версією Велимира Хлєбникова, був одним з Голів земної кулі.

## Творчий здобуток
- Абрам Беркович: Стихи // Звезда. — 1927. — № 8. — С. 40.
- Арест. — Л.: Прибой, 1925.
- Воспоминания о Велемире Хлебникове. — М.: Огонёк, 1926.
- Воспоминания о Велимире Хлебникове. Арест и др. — М.: Федерация, 1929.
- За Шиллера. // Литературная газета, 1933, № 33.
- Гений и распутство: Стихи // Звезда. — 1928. — № 10.
- Долорес Ибаррури: Стихи // Звезда. — 1936. — № 11.
- Здание ЦЕКА ВКП(б): Стихи // Звезда. — 1928. — № 3.
- Из неопубликованного: [До дому; Песнь о реках; Мать]: Стихи // Звезда. — 1957. — № 9.
- Красные крылья. «Я — сын трудового народа…»: Стихи // Звезда. — 1937. — № 4.
- Из цикла стихов «Вторая Черноморская» // Звезда. — 1936. — № 4.
- Крым: Стихи // Звезда. — 1930. — № 1.
- Первый полк: Отрывок из «Драматической эпопеи» // Звезда. — 1934. — № 5.
- Лейтенант Кукель: Стихи // Звезда. — 1925. — № 4.
- Мороз. Ветер: Стихи // Звезда. — 1926. — № 3.
- Повстанья: (Восемнадцатый год): [Рассказы]. — М. ; Л.: Земля и фабрика, 1925.
- Поединок: [Стихи]. — М.: Узел, 1926.
- Пустынная осень: Стихи. — [Саратов]: Верблюженок, 1920.
- Стихи из книги «В гостях у Лермонтова»: Вызов. Мираж Дарьяла. Смерть у Ларса. Скалы. // Звезда. — 1934. — № 9.
- Стихотворения: [Русская былина; Любечанский берег; Добрынин щит] // Звезда. — 1945. — № 10/11.
- Танец: Стихи // Звезда. — 1927. — № 4.
- Избранное. — М.:Советский писатель, 1957